# Dichanthium erectum
Dichanthium erectum är en gräsart som beskrevs av Jisaburo Ohwi. Dichanthium erectum ingår i släktet Dichanthium och familjen gräs.
Artens utbredningsområde är Små Sundaöarna. Inga underarter finns listade i Catalogue of Life.